# Домачево (Брестская область)
Дома́чево (бел. Дамачава) — городской посёлок в Брестском районе Брестской области Беларуси. Административный центр Домачевского сельсовета. Численность населения — 1 136 человек (2025). Впервые упоминается в 1765 году как деревня, в которой насчитывалось 15 дворов. В XIX веке — местечко, центр волости, затем гмины. С 1940 года — посёлок городского типа, до 1956 году являвшийся центром Домачевского района Брестской области. Во время войны было создано гетто, почти все жители посёлка были убиты.

## География
Посёлок находится в 45 км по автодорогам к югу от центра Бреста, делится на две неравные части. Имеется железнодорожный остановочный пункт «Домачево» на тупиковой ветке «Брест — Влодава», у которого после войны развился совхоз, вокруг которого образовалась меньшая по размеру часть посёлка.
В 400 м от Домачево по реке Западный Буг проходит белорусско-польская граница, где расположен пограничный переход «Домачево-Словатыче». После реконструкции таможенной инфраструктуры, завершившейся в 2011 году, пропускная способность перехода повысилась до 2250 единиц автотранспорта — 2000 легковых, 200 грузовых и 50 автобусов в сутки.

### Климат
Климат посёлка — переходный от морского к континентальному, характеризуется достаточно мягкими зимами с продолжительными оттепелями. Воздушные массы переносятся в основном в направлении с запада на восток.
| Показатель                                                                             | Янв. | Фев. | Март | Апр. | Май  | Июнь | Июль | Авг. | Сен. | Окт. | Нояб. | Дек. |
| -------------------------------------------------------------------------------------- | ---- | ---- | ---- | ---- | ---- | ---- | ---- | ---- | ---- | ---- | ----- | ---- |
| Средний суточный максимум, °C                                                          | −0,7 | 1,0  | 6,4  | 13,8 | 19,0 | 22,3 | 24,5 | 23,9 | 18,5 | 12,2 | 6,5   | 1,5  |
| Средняя температура, °C                                                                | −2,9 | −1,8 | 2,4  | 9,0  | 14,5 | 18,0 | 20,2 | 19,4 | 14,4 | 8,8  | 4,2   | −0,4 |
| Средний суточный минимум, °C                                                           | −5,4 | −4,8 | −1,7 | 3,8  | 9,1  | 12,8 | 15,3 | 14,6 | 10,2 | 5,5  | 1,9   | −2,6 |
| Норма осадков, мм                                                                      | 43   | 41   | 48   | 54   | 77   | 75   | 89   | 69   | 65   | 49   | 46    | 47   |
| Источник: Климатические данные городов по всему миру. Дата обращения: 21 декабря 2023. |      |      |      |      |      |      |      |      |      |      |       |      |

## История
Впервые Домачево упоминается в XVIII веке. Местечко входило в состав Берестейского повета Берестейского воеводства ВКЛ. В 1788 году усилиями жителей Домачево и окрестных деревень построена деревянная православная церковь с часовней.
В результате третьего раздела Речи Посполитой (1795) Домачево оказалась в составе Российской империи, с 1801 года — в Гродненской губернии. Здесь располагался пограничный пост, который контролировал уплату таможенных налогов в связи с пересечением границы с Королевством Польским.
В 1860 году местечко сделалось центром Домачевской волости Брестского уезда Гродненской губернии и поместья, которым владел князь Витгенштейн. В июне 1861 года состоялось выступление крестьян против помещика, которое было подавлено военной силой. В 1863 году открыто народное училище (в 1886 году в нём училось 63 мальчика).
В 1876 году здесь было 246 дворов, имелось 13 улиц — Александровская (на которой располагалось волостное правление и сельская лечебница), Базарная, Брестская, Кобелковская, Кривая, Купальная, Леплёвская, Новая, Песочная, Садовая, Торговая, Церковная и Черская.

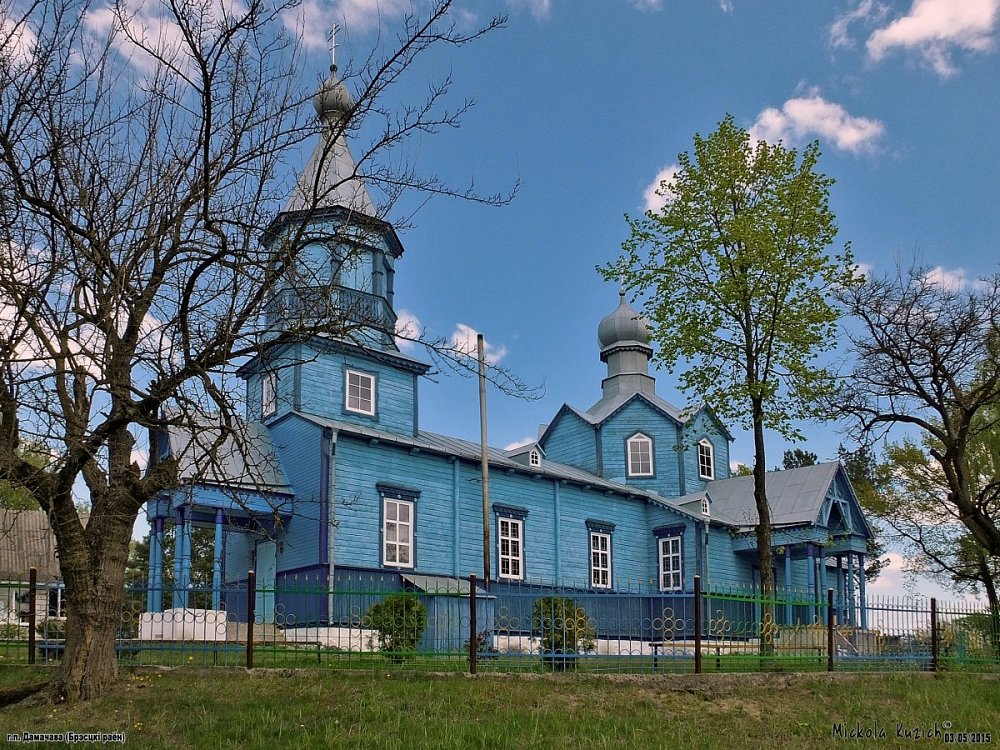
Церковь Святого Апостола Луки

В XIX веке здесь действовали католическая часовня, православная церковь и синагога. По переписи 1897 года в местечке проживало 1180 человек (595 мужчин, 585 женщин), из них 1057 иудеев. Было 130 жилых дворов, 30 лавок и два трактира, также в год проводилось две ярмарки, а при железнодорожной станции имелось 11 дворов с 27 жителями, водокачка и буфет. Прокладка железной дороги способствовала быстрому экономическому развитию поселения. В 1905 году на месте старого храма построена деревянная православная Луковская церковь. Работали участок сельского врача, лечебница, волостной фельдшер, раз в год действовал призывной участок. Здесь также располагались участки судебных следователей, мировых посредников, судебно-мирового округа, полицейских чиновников. При станции проживало 15 человек.
Согласно Рижскому мирному договору в 1921 году Домачево оказалась в составе межвоенной Польской Республики, где стало центром гмины Домачево Брестского повета Полесского воеводства. По переписи 1921 года в местечке было 108 жилых домов и 2 прочих обитаемых здания, в которых проживало 1504 человека (708 мужчин, 796 женщин), из них 1329 евреев, 105 поляков, 49 украинцев, 8 белорусов, 7 русских и 6 немцев (по вероисповеданию — 1337 иудеев, 75 православных, 53 лютеранина и 39 римских католиков). При железнодорожной станции проживало 10 жителей (4 мужчины, 6 женщин) в 3 дворах, все поляки (7 православных и 3 римских католика). Работали мельница и небольшое предприятие по выработке масел.
В 1936 году вместо начальной школы было построено двухэтажное здание для семилетней школы.

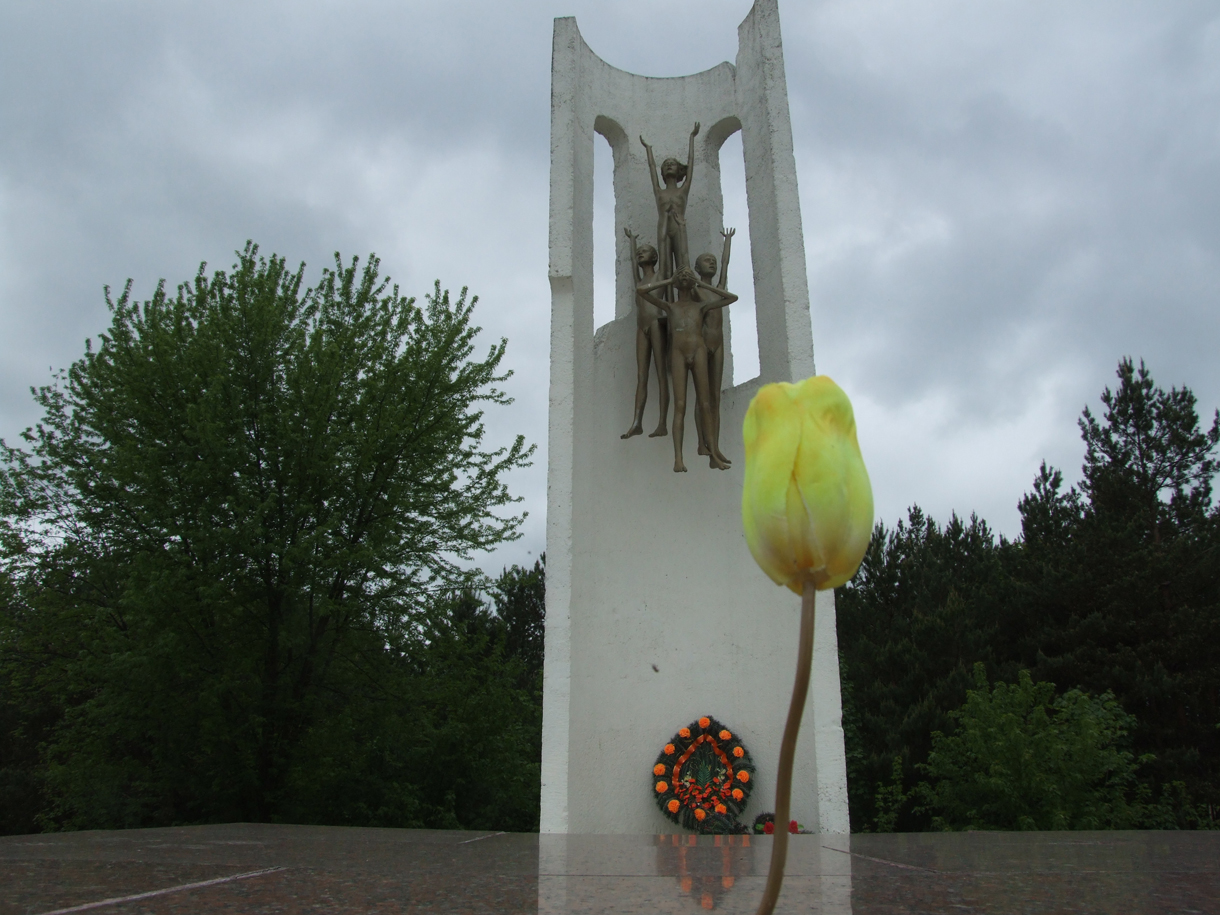
Памятник на шоссе у поворота на Домачево в память о расстрелянных в 1942 г. воспитанниках местного детского дома

В сентябре 1939 года, после начала Второй мировой войны и раздела Польши между Германией и СССР, Домачево с 530 дворами вошло в состав БССР, где 15 января 1940 получило официальный статус посёлка городского типа и стало центром Домачевского района и поссовета. В годы Великой Отечественной войны с 22 июня 1941 года до 23 июля 1944 года поселок находился под немецкой оккупацией. Нацисты создали в Домачево гетто, в котором убили от двух до трёх тысяч евреев. Всего было уничтожено 500 дворов и убито 3800 жителей посёлка.
23 сентября 1942 года нацисты расстреляли воспитанников Домачевского детского дома (основанного в октябре 1927 года польскими властями) вместе с воспитательницей Полиной Грохольской; спастись удалось лишь одной воспитаннице. В настоящее время на месте расстрела находится мемориальный камень с именами погибших, а в посёлке сооружён памятник.
После войны школа стала средней, был построен её третий этаж.
17 декабря 1956 года Домачевский район был упразднён, его территория включена в состав Брестского района.
В 1989 году к северу от посёлка основаны рыбоводческие хозяйства. В 1990 году появилось центральное водоснабжение, а в 2006 году началась газификация посёлка.
В 2013 году Домачевский поссовет был преобразован в сельсовет.

## Население
Численность населения — 1 136 человек (на 1 января 2025 года). Численность населения — 1 142 человек (на 1 января 2024 года).
На 1 января 2023 года в посёлке по данным сельсовета насчитывалось 486 хозяйств и проживало 1163 человека, из них 138 моложе трудоспособного возраста, 660 — в трудоспособном и 365 старше трудоспособного возраста.
| Год  | Численность | Численность |
| ---- | ----------- | ----------- |
| 1860 | 1104        | [ 18 ]      |
| 1876 | 1789        | [ 18 ]      |
| 1886 | 683         | [ 18 ]      |
| 1897 | 1180        | [ 19 ]      |
| 1905 | 1163        | [ 20 ]      |
| 1921 | 1504        | [ 21 ]      |
| 1940 | 3950        | [ 18 ]      |
| 1959 | 4310        | [ 22 ]      |
| 1970 | 1435        | [ 23 ]      |
| 1979 | 1414        | [ 24 ]      |
| 1989 | 1407        | [ 25 ]      |
| 2006 | 1300        | [ 26 ]      |
| 2009 | 1305        |             |
| 2016 | 1221        | [ 27 ]      |
| 2017 | 1222        | [ 28 ]      |
| 2018 | 1175        | [ 29 ]      |
| 2019 | 1244        |             |
| 2020 | 1200        | [ 30 ]      |
| 2021 | 1224        | [ 31 ]      |
| 2022 | 1198        | [ 32 ]      |
| 2023 | 1154        | [ 33 ]      |
| 2024 | 1142        | [ 34 ]      |
| 2025 | 1136        | [ 1 ]       |

## Экономика и инфраструктура
До 2000-х годов посёлок был центром ООТ «Брестрайагросервис», также действовали райпромкомбинат (черепичный и мебельный цеха, мельница, закрыт в 2004 году), маслозавод, хлебозавод (закрыт в 2003 году, в 2012 году в его здании разместилось лакокрасочное производство «Ланквитцер») и кинотеатр в здании костела (закрыт в 1998 году, затем костел был передан католической общине). В 2007 году был закрыт детский лагерь «Зубрёнок». Работают почтовое отделение, дом быта, несколько магазинов, а также дом-интернат для престарелых и инвалидов, образованный в 1957 году. Есть кладбище. В посёлке 24 улицы и 3 переулка.

## Здравоохранение
Действует Домачевская городская поликлиника и больница при Брестской городской больнице № 2 (42 работника в 2023 году, здание построено в 1972 году), а также аптека (2 работника).

## Образование и культура
Средняя школа (по состоянию на 2023 год 209 учеников и 58 работников, новое здание построено в 1979 году) и музыкальная школа (филиал Знаменской школы искусств). В соседней деревне Борисы действует ясли-сад. В старом здании школы до 2014 года располагался учебно-производственный комбинат, перестроенный к 2020 году в жилой дом. В посёлке работают дом культуры, библиотека, в которой находится «уголок старины», литературно-краеведческий музей «Наследие» при средней школе. При 14-й пограничной заставе «Домачево» действует музей боевой славы имени Алексея Александровича Новикова, командира погранзаставы.

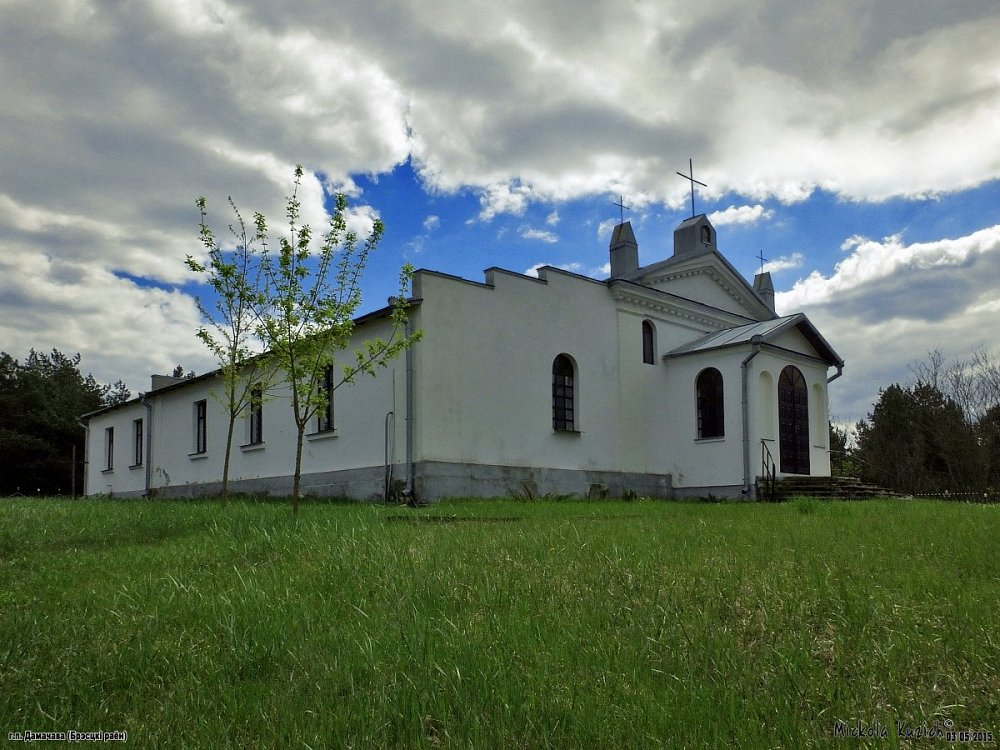
Костёл Непорочного Зачатия Пресвятой Девы Марии

## Достопримечательности
Имеются церковь Святого Апостола Луки (1905,  Историко-культурная ценность Республики Беларусь, ) и костёл Непорочного Зачатия Пресвятой Девы Марии, построенный в 1906 году на месте часовни. С 1927 по 1932 год в костёле служил известный белорусский религиозный и политический деятель ксёндз Пётр Татаринович.

### Памятники, скульптуры
Имеются памятник участникам восстания 1863—1864 годов, братская могила советских воинов (1944,  Историко-культурная ценность Республики Беларусь, ), памятник В. И. Ленину, установленный в 1953 году и памятник на шоссе у поворота на Домачево в память о расстрелянных в 1942 г. воспитанниках местного детского дома, установленный в 1987 году на месте прежнего обелиска. Также в 2010 году установлен памятный знак командиру погранзаставы Алексею Новикову.